# Giấc.mơ.giấy (album của Cá Hồi Hoang)
Giấc.mơ.giấy là album phòng thu thứ hai của ban nhạc Việt Nam Cá Hồi Hoang được phát hành bởi Luke Record vào ngày 2 tháng 12 năm 2016. Album bao gồm 12 bài hát với 3 đĩa đơn đã ra mắt trước đó là "Chợt Muốn Nghe", "Ngày Xa Lắm" và "Thế Nên".

## Danh sách bài hát
| Danh sách bài hát của Giấc.mơ.giấy | Danh sách bài hát của Giấc.mơ.giấy | Danh sách bài hát của Giấc.mơ.giấy |
| STT                                | Nhan đề                            | Thời lượng                         |
| ---------------------------------- | ---------------------------------- | ---------------------------------- |
| 1.                                 | "Biết Đâu"                         | 4:01                               |
| 2.                                 | "Khung Trời Xanh Kia"              | 4:29                               |
| 3.                                 | "Thế Nên"                          | 3:49                               |
| 4.                                 | "Cánh Đồng"                        | 3:05                               |
| 5.                                 | "Đến Bao Giờ"                      | 4:01                               |
| 6.                                 | "Cassette"                         | 5:02                               |
| 7.                                 | "Ai Cũng Sẽ Lớn Lên"               | 4:59                               |
| 8.                                 | "Nơi Bắt Đầu"                      | 4:27                               |
| 9.                                 | "Nhà 9A"                           | 4:13                               |
| 10.                                | "Chợt Muốn Nghe"                   | 4:57                               |
| 11.                                | "Hoàn Hảo"                         | 5:08                               |
| 12.                                | "Ngày Xa Lắm"                      | 5:11                               |
| Tổng thời lượng:                   | Tổng thời lượng:                   | 53:22                              |

## Những người thực hiện
Âm nhạc
- Nguyễn Viết Thành – sản xuất, viết lời (1, 4–5, 9–12), hát chính, guitar, nhạc cụ bổ sung
- Nguyễn Thanh Minh – guitar (1–10, 12), viết lời (6, 8)
- Lê Đặng Hiếu – guitar (1–7, 9), viết lời (2–3, 7)
- Bùi Khắc Đạt – bass (1–10, 12)